# Grattacieli di Melbourne

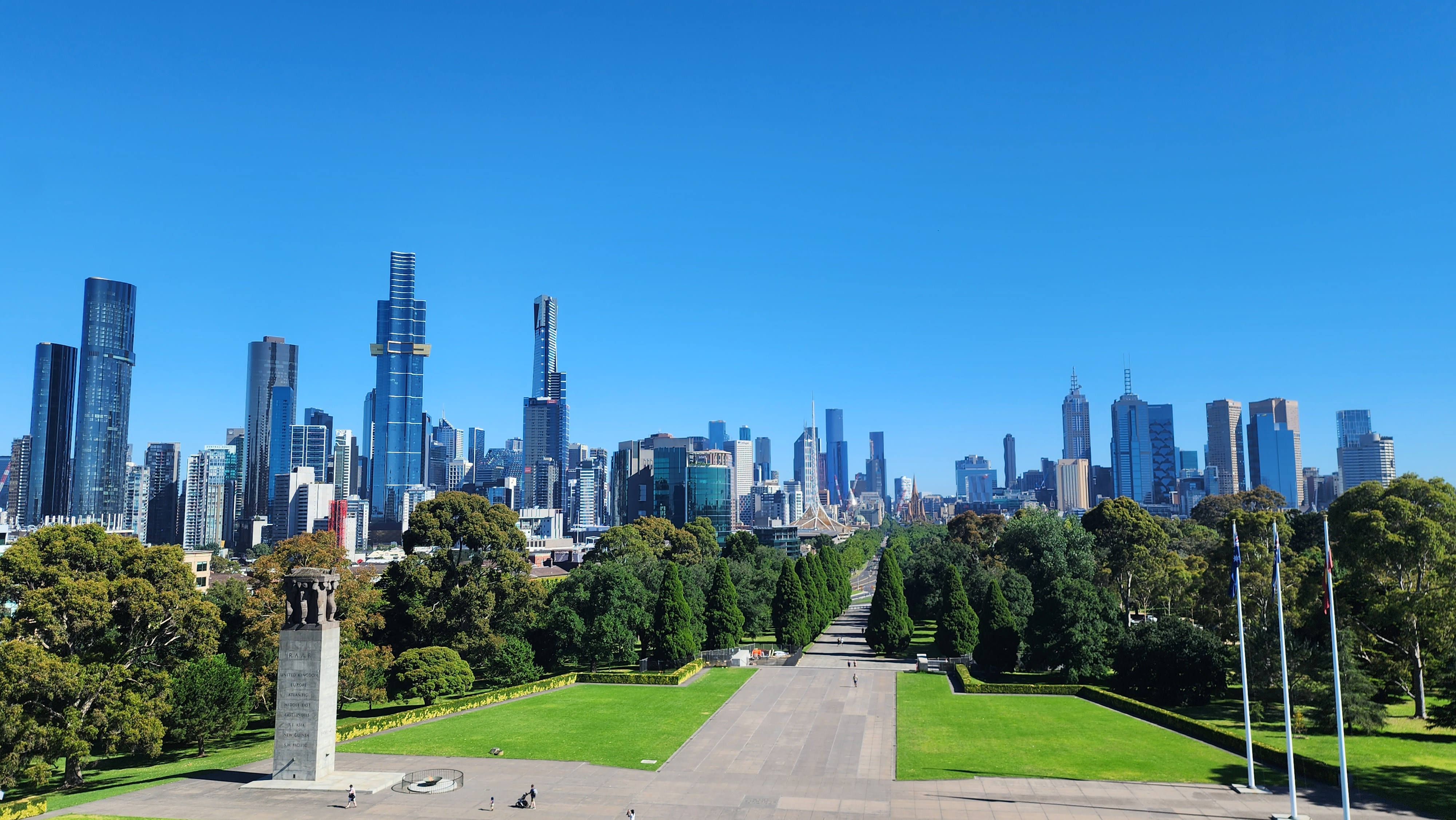
Veduta di Melbourne nel gennaio 2024 dal Santuario della Memoria

La seguente è una lista dei più alti edifici della città di Melbourne, secondo centro dell'Australia, ordinati per l'altezza. Attualmente esistono 45 edifici che superano i 150 metri d'altezza e che vengono pertanto classificati come grattacieli. L'edificio attualmente più alto della città, l'Eureka Tower, raggiunge i 297 metri e conta 91 piani.

## Gli edifici più alti
| Nome (Indirizzo) | Nome (Indirizzo)                                     | Immagine | Altezza          | Altezza          | Piani | Anno | Uso          | Quartiere                                | Note |
| Nome (Indirizzo) | Nome (Indirizzo)                                     | Immagine | S                | R                | Piani | Anno | Uso          | Quartiere                                | Note |
| ---------------- | ---------------------------------------------------- | -------- | ---------------- | ---------------- | ----- | ---- | ------------ | ---------------------------------------- | --- |
| 1                | Australia 108 (70 Southbank Boulevard)               |          | 318              | 318              | 101   | 2020 | Misto        | Southbank 37°49′23″S 144°57′50″E         | 2° grattacielo più alto d'Australia; più alto edificio d'Australia al tetto; rabboccato nel novembre 2019; completamento previsto per la fine del 2020 |
| 2                | Eureka Tower (7 Riverside Quay)                      |          | 297,3 m (975 ft) | 297,3 m (975 ft) | 91    | 2006 | Residenziale | Southbank 37°49′18″S 144°57′52″E         | 3° grattacielo più alto d'Australia; 2° più alto edificio d'Australia al tetto. Proposto nel 1999, i lavori di costruzione sono iniziati nel 2001. Completato nel 2006, è stato la più alta torre residenziale se misurata l'altezza del suo piano più elevato prima di essere superato dall'Ocean Heights di Dubai, nonché il 35° grattacielo più alto del mondo. Più alto edificio residenziale d'Australia al tetto. Più alto edificio completato negli anni 2000. Ha ricevuto il Bronze Emporis Skyscraper Award del 2006. |
| 3                | Aurora Melbourne Central (250 La Trobe Street)       |          | 270,5 m (887 ft) | 270,5 m (887 ft) | 84    | 2020 | Residenziale | City Centre 37°48′35.2″S 144°57′44.8″E   | 4° grattacielo più alto d'Australia. Proposto nel 2014, i lavori sono iniziati nel 2015; dopo aver raggiunto la sua altezza massima nel tardo 2018, l'edificio dovrebbe essere completato nel 2020. |
| 4                | 120 Collins Street                                   |          | 264,9 m (869 ft) | 222,2 m (729 ft) | 52    | 1991 | Uffici       | City Centre 37°48′51.2″S 144°58′10.9″E   | 6° grattacielo più alto d'Australia. Proposto nel 1986, i lavori sono iniziati nel 1989. Completato nel 1991, è stato il 28° edificio più alto al mondo e il più alto edificio d'Australia prima dell'inaugurazione della Torre Q1 di Gold Coast nel Queensland nel 2005. Più alto edificio per uffici d'Australia. Più alto edificio completato negli anni 90. |
| 5                | 101 Collins Street                                   |          | 260 m (853 ft)   | 195 m (640 ft)   | 50    | 1991 | Uffici       | City Centre 37°48′54″S 144°58′14.8″E     | 7° grattacielo più alto d'Australia. Proposto nel 1987, i lavori sono iniziati nel 1988. Completato nel 1991, è stato il 33° edificio più alto al mondo ed è stato per breve tempo il più alto edificio d'Australia prima dell'inaugurazione del 120 Collins Street nel tardo 1991. |
| 6                | Prima Pearl (31–49 Queensbridge Square)              |          | 254 m (833 ft)   | 254 m (833 ft)   | 72    | 2014 | Residenziale | Southbank 37°49′22.6″S 144°57′41″E       | 9° grattacielo più alto d'Australia; 4° edificio più alto d'Australia al tetto. Proposto nel 2004, i lavori sono iniziati nel 2012 e sono stati completati nel 2014. |
| 7                | Rialto Towers (525 Collins Street)                   |          | 251,1 m (824 ft) | 251,1 m (824 ft) | 63    | 1986 | Uffici       | City Centre 37°49′07.4″S 144°57′26.9″E   | 10° grattacielo più alto d'Australia; 5° edificio più alto d'Australia al tetto. Proposto all'incirca nel 1980, i lavori sono iniziati nel 1982. Completato nel 1986, è stato il più alto edificio d'Australia e il 25° edificio più alto del mondo prima che il primo titolo gli fosse stato strappato dal 101 Collins Street nel 1991; è rimasto il più alto edificio d'Australia al tetto prima dell'inaugurazione dell'Eureka Tower nel 2006; è il più alto edificio ad essere stato completato negli anni 80.             |
| 8                | Victoria One (452 Elizabeth Street)                  |          | 246,8 m (810 ft) | 246,8 m (810 ft) | 78    | 2018 | Residenziale | City Centre 37°48′30.1″S 144°57′38.6″E   | 13° grattacielo più alto d'Australia; progettato da Elenberg Fraser. Proposto nel 2013, i lavori sono iniziati nel 2014 e sono stati completati nel 2018. |
| 9                | Vision Apartments (500 Elizabeth Street)             |          | 229 m (751 ft)   | 229 m (751 ft)   | 70    | 2016 | Residenziale | City Centre 37°48′26″S 144°57′36.8″E     | 21° grattacielo più alto d'Australia. Proposto nel in 2011, i lavori sono iniziati nel 2013 e sono stati completati nel 2016. |
| 10 (=)           | 568 Collins Street                                   |          | 224 m (735 ft)   | 224 m (735 ft)   | 68    | 2015 | Uso misto    | City Centre 37°49′06.1″S 144°57′19.6″E   | 24° grattacielo più alto d'Australia a pari merito. Proposto nel 2011, i lavori sono iniziati nel 2012 e sono stati completati nel 2015. |
| 10 (=)           | Bourke Place (600 Bourke Street)                     |          | 224 m (735 ft)   | 224 m (735 ft)   | 49    | 1991 | Uffici       | City Centre 37°48′57″S 144°57′21.7″E     | 24° grattacielo più alto d'Australia a pari merito. Completato nel 1991, è stato il 89° edificio più alto al mondo. |
| 12 (=)           | Light House Melbourne (450 Elizabeth Street)         |          | 218 m (715 ft)   | 218 m (715 ft)   | 69    | 2017 | Residenziale | City Centre 37°48′30.1″S 144°57′38.6″E   | 28° grattacielo più alto d'Australia a pari merito; progettato da Elenberg Fraser. Proposto nel 2013, i lavori sono iniziati nel 2015 e sono stati completati nel 2017. |
| 12 (=)           | Telstra Corporate Centre (242 Exhibition Street)     |          | 218 m (715 ft)   | 193 m (633 ft)   | 47    | 1992 | Uffici       | City Centre 37°48′34.1″S 144°58′10.9″E   | 28° grattacielo più alto d'Australia a pari merito. |
| 14               | Melbourne Central (350 Elizabeth Street)             |          | 211 m (692 ft)   | 211 m (692 ft)   | 53    | 1991 | Uffici       | City Centre 37°48′39.2″S 144°57′43.2″E   | 32° grattacielo più alto d'Australia. |
| 15               | Freshwater Place North (1 Queensbridge Square)       |          | 205 m (673 ft)   | 205 m (673 ft)   | 60    | 2005 | Residenziale | Southbank 37°49′18.7″S 144°57′41.5″E     | 34° grattacielo più alto d'Australia. I lavori sono iniziati nel 2002 e sono stati completati nel 2005. |
| 16               | Eq. Tower (127–141 A'Beckett Street)                 |          | 202 m (663 ft)   | 202 m (663 ft)   | 63    | 2017 | Residenziale | City Centre 37°48′35.1″S 144°57′34.8″E   | 35° grattacielo più alto d'Australia; progettato da Elenberg Fraser. Proposto nel in 2014, i lavori sono iniziati nel 2015 e dovrebbero essere completati nel 2017. |
| 17               | Empire Melbourne (398 Elizabeth Street)              |          | 198,4 m (651 ft) | 198,4 m (651 ft) | 62    | 2017 | Residenziale | City Centre 37°48′33.8″S 144°57′40.3″E   | Progettato da Hayball Architecture. Proposto nel 2014, i lavori sono iniziati nel 2015 e sono stati completati nel 2017. |
| 18 (=)           | Sofitel Hotel at Collins Place (35 Collins Street)   |          | 188 m (617 ft)   | 188 m (617 ft)   | 50    | 1980 | Uso misto    | City Centre 37°48′50″S 144°58′22.9″E     | Completato nel 1980, è stato il più alto edificio della città prima di essere superato dalle Rialto Towers nel 1986. |
| 18 (=)           | ANZ Tower at Collins Place (55 Collins Street)       |          | 188 m (617 ft)   | 188 m (617 ft)   | 46    | 1978 | Uffici       | City Centre 37°48′51.6″S 144°58′20.6″E   | Completato nel 1978, è stato il più alto edificio della città e il 93 edificio più alto del mondo prima che il primo titolo passasse al Sofitel Hotel nel 1980, also at Collins Place. Proposto nel 1970, i lavori sono iniziati nel 1973, and it was completed in 1978; è il più alto edificio ad essere stato completato negli anni 70. |
| 20               | Abode318 (312–318 Russell Street)                    |          | 187,3 m (615 ft) | 187,3 m (615 ft) | 57    | 2015 | Residenziale | City Centre 37°48′33.2″S 144°58′00.3″E   | Progettato da Elenberg Fraser. Proposto nel 2007, i lavori sono iniziati nel 2011. Completato nel 2015. |
| 21               | Nauru House (80 Collins Street)                      |          | 182 m (597 ft)   | 182 m (597 ft)   | 54    | 1977 | Uffici       | City Centre 37°48′50.6″S 144°58′14.7″E   | Completato nel 1977, è stato per breve tempo il più alto edificio della città prima di essere superato dalla ANZ Tower at Collins Place nel 1978. |
| 22               | MY80 (410 Elizabeth Street)                          |          | 173 m (568 ft)   | 173 m (568 ft)   | 55    | 2014 | Residenziale | City Centre 37°48′32.3″S 144°57′39.6″E   | Progettato da Hayball Architecture. Proposto nel in 2010, i lavori sono iniziati nel 2011 e sono stati completati nel 2014. |
| 23               | Avant (54 A'Beckett Street)                          |          | 172 m (564 ft)   | 172 m (564 ft)   | 55    | 2018 | Residenziale | City Centre 37°48′31.8″S 144°57′41.9″E   | Progettato da Elenberg Fraser. Proposto nel in 2015, i lavori sono iniziati nel 2016 e sono stati completati nel 2018. |
| 24               | Upper West Side Tower 5 (33 Rose Lane)               |          | 170 m (558 ft)   | 170 m (558 ft)   | 53    | 2016 | Residenziale | City Centre 37°48′53.6″S 144°57′14.1″E   | Proposto nel 2011, i lavori sono iniziati nel 2013, e sono stati completati nel 2016. |
| 25               | 385 Bourke Street                                    |          | 169 m (554 ft)   | 169 m (554 ft)   | 45    | 1983 | Uffici       | City Centre 37°48′53.1″S 144°57′46.3″E   | Progettato da Norman Disney &amp; Young |
| 26               | Zen Apartments (27 Therry Street)                    |          | 167,8 m (551 ft) | 167,8 m (551 ft) | 50    | 2012 | Residenziale | City Centre 37°48′25″S 144°57′39.8″E     | Progettato da Urban Design Architects. First proposed in 2008, i lavori sono iniziati nel 2009 e sono stati completati nel 2012. |
| 27 (=)           | Platinum Tower One (245–263 City Road)               |          | 167 m (548 ft)   | 167 m (548 ft)   | 52    | 2016 | Residenziale | Southbank 37°49′36.5″S 144°57′33.9″E     | Progettato da Squillace. Proposto nel 2011, i lavori sono iniziati nel 2014 e sono stati completati nel 2016. |
| 27 (=)           | 530 Collins Street                                   |          | 167 m (548 ft)   | 167 m (548 ft)   | 43    | 1991 | Uffici       | City Centre 37°49′04″S 144°57′24.4″E     | Progettato da Peddle Thorp Architects |
| 29=              | Southbank Place (54–68 Kavanagh Street)              |          | 166 m (545 ft)   | 166 m (545 ft)   | 52    | 2019 | Residenziale | Southbank 37°49′27.5″S 144°57′49.4″E     | I lavori sono iniziati nel 2016; dopo aver raggiunta la sua altezza massima nel tardo 2018, l'edificio dovrebbe essere completato nel 2019. Progettato da Guildford Bell & Graham Fisher. |
| 29=              | Casselden Place (2 Lonsdale Street)                  |          | 166 m (545 ft)   | 166 m (545 ft)   | 43    | 1992 | Uffici       | City Centre 37°48′33.5″S 144°58′17.6″E   | Designed by HASSELL |
| 31               | The Fifth (605–613 Lonsdale Street)                  |          | 165,5 m (543 ft) | 165,5 m (543 ft) | 51    | 2017 | Residenziale | City Centre 37°48′56″S 144°57′11″E       | Proposto nel 2014, i lavori sono iniziati nel 2015. Completato nel 2017. |
| 32               | Ernst & Young Tower (8 Exhibition Street, Melbourne) |          | 164,7 m (540 ft) | 164,7 m (540 ft) | 40    | 2005 | Uso misto    | City Centre 37°48′55.4″S 144°58′22″E     | Progettato da Denton Corker Marshall. Proposto nel 2001, i lavori sono iniziati nel 2003. Completato nel 2005. |
| 33               | 35 Spring Street                                     |          | 164,4 m (539 ft) | 164,4 m (539 ft) | 43    | 2017 | Residenziale | City Centre 37°48′51″S 144°58′26.5″E     | Proposto nel 2013, i lavori sono iniziati nel in 2014. Completato nel 2017. |
| 34               | SX Stage 1 (121 Exhibition Street)                   |          | 163 m (535 ft)   | 163 m (535 ft)   | 40    | 2005 | Uffici       | City Centre 37°48′45.4″S 144°58′13.2″E   | Progettato da Woods Bagot Melbourne. I lavori sono iniziati nel in 2003 e sono stati completati nel 2005. |
| 35 (=)           | Royal Domain Tower (368 St Kilda Road)               |          | 162 m (531 ft)   | 162 m (531 ft)   | 43    | 2005 | Residenziale | St Kilda Road 37°49′54.2″S 144°58′16.3″E | Progettato da Meinhardt Group. I lavori sono iniziati nel 2003 e sono stati completati nel 2005. |
| 35 (=)           | ANZ World Headquarters (100 Queen Street)            |          | 162 m (531 ft)   | 162 m (531 ft)   | 37    | 1993 | Uffici       | City Centre 37°48′59.7″S 144°57′42.3″E   | Progettato da Peddle Thorp Architects |
| 37               | National Bank House (500 Bourke Street)              |          | 161 m (528 ft)   | 161 m (528 ft)   | 40    | 1978 | Uffici       | City Centre 37°48′54.4″S 144°57′31.6″E   | [ 54 ] |
| 38               | 2 Southbank Boulevard                                |          | 160,8 m (528 ft) | 160,8 m (528 ft) | 40    | 2005 | Uffici       | Southbank 37°49′17.5″S 144°57′44.8″E     | Bates Smart. I lavori sono iniziati nel 2002 e sono stati completati nel 2005. |
| 39               | Verve 501 Swanston Tower (501 Swanston Street)       |          | 159 m (522 ft)   | 159 m (522 ft)   | 45    | 2006 | Uso misto    | City Centre 37°48′24.8″S 144°57′42.4″E   | Progettato da Urban Design Architects. I lavori sono iniziati nel 2004 e sono stati completati nel 2006. |
| 40               | Upper West Side Tower 2 (Lonsdale Street)            |          | 156 m (512 ft)   | 156 m (512 ft)   | 50    | 2014 | Residenziale | City Centre 37°48′54.5″S 144°57′14″E     | I lavori sono iniziati nel 2011 e sono stati completati nel 2014. |
| 41 (=)           | Shadow Play (105 Clarendon Street)                   |          | 153 m (502 ft)   | 153 m (502 ft)   | 52    | 2018 | Residenziale | Southbank 37°49′37.5″S 144°57′29.2″E     | Proposto nel 2015, i lavori sono iniziati nel 2015. Completato nel 2018. |
| 41 (=)           | Southbank Central (1–11 Balston Street)              |          | 153 m (502 ft)   | 153 m (502 ft)   | 48    | 2017 | Residenziale | Southbank 37°49′30.6″S 144°57′41.1″E     | Proposto nel 2014, i lavori sono iniziati nel 2015. Completato nel 2017. |
| 41 (=)           | Optus Centre (367 Collins Street)                    |          | 153 m (502 ft)   | 153 m (502 ft)   | 34    | 1975 | Uffici       | City Centre 37°49′01.8″S 144°57′44.7″E   | Completato nel 1975, è stato il più alto edificio della città prima di essere superato dalla Nauru House nel 1977. |
| 44 (=)           | Crown Towers (8 Whiteman Street)                     |          | 152,5 m (500 ft) | 152,5 m (500 ft) | 43    | 1997 | Albergo      | Southbank 37°49′20.4″S 144°57′37.3″E     | Il più alto dei tre hotel Crown di Melbourne. Più alto edificio completamente adibito ad albergo in Australia. Progettato da Hudson Conway Architects e Daryl Jackson. |
| 44 (=)           | 140 William Street                                   |          | 152,5 m (500 ft) | 152,5 m (500 ft) | 41    | 1972 | Uffici       | City Centre 37°48′57″S 144°57′31.8″E     | I lavori sono iniziati nel 1969 e sono stati completati nel 1972; è stato il più alto edificio della città prima di essere superato dall'Optus Centre nel 1975 di soli 50 centimetri. Ha ricevuto il premio RVIA Victorian Architects del 1975. |
| 46               | Urban Workshop Lonsdale (50 Lonsdale Street)         |          | 150 m (492 ft)   | 150 m (492 ft)   | 34    | 2005 | Uffici       | City Centre 37°48′33.4″S 144°58′14.4″E   | Progettato da HASSELL, John Wardle Architects e B+N Group |